# بيتر شيبرد (ضابط جيش بريطاني)

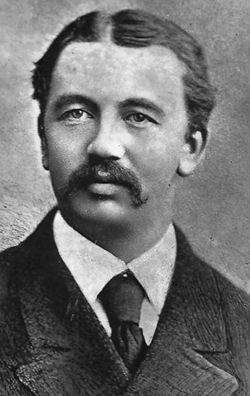
الضابط بيتر شيبرد

بيتر شيبرد (25 أغسطس 1841 - 22 يناير 1879) كان طبيبًا بالجيش البريطاني.
ولد في ليوشيل كوشني، أبردينشاير، عام 1851. كان يعيش في مزرعة والده التي تبلغ مساحتها 50 فدانًا في كريغميل، مع والديه بيتر (50 عامًا) وماري (38 عامًا)، والأخ الأصغر جيمس، والأخت ماري آن، وابن عمه بيتر البالغ من العمر 19 عامًا، وكذلك عامل المزرعة جون إدواردز البالغ من العمر 16 عامًا. وكان مُدرج بالتعداد باعتباره «عالم». في سن 19 كان يقيم في شارع بوناكورد، مشار القديمة، أبردين، حيث كان يدرس الطب في الجامعه.
انضم إلى الخدمة الطبية للجيش في 30 سبتمبر 1864 وتم ارساله إلى رأس الرجاء الصالح. تم إيواءه بقرب جراهامزتاون، حيث عالج «الكافرس بالأضافة للأوروبين»
استخدم رواتبه الأولى لتسديد دين الأصدقاء الذين دعموا دراسته. من هناك، تم نقله إلى أيرلندا، ثم الهند، قبل إجباره على العودة إلى المنزل في عام 1872 في حالة صحية سيئة وتم تعيين وظيفة له في مستشفى رويال هربرت العسكري، ولويتش، لندن الذي تم افتتاحه مؤخرا.
تمت ترقيته إلى جراح رائد في 30 سبتمبر 1876  بينما لا يزال في ولويتش. في عام 1878، قام الجراح شيبرد بالاشتراك مع فرانسيس دونكان أسس مفهوم تعليم مهارات الإسعافات الأولية للمدنيين. كان دنكان خريجًا زميلًا في جامعة أبردين، وهو ضابط مدفعية مهني ورجل متدين بقيم إنسانية عالية دعم بقوة مبدأ نقل سيارات الإسعاف في ساحة المعركة. كتب في وقت لاحق تاريخ المدفعية الملكية وانتخب للبرلمان كمحافظ. كان كل من شيبرد ودونكان أعضاء نشطين في الكنيسة المشيخية في وولويتش. أجرى شيبرد، بالتعاون مع الدكتور كولمان، الفصل الأول في قاعة مدرسة المشيخية في وولويتش باستخدام منهج إسعافات أولية شامل الذي طوره. كان شيبرد هو هو أول من استخدم المصطلح الإنجليزي «الإسعافات الأولية للمصابين». كانت خدمة شيبرد الأخيرة هي إعداد بناء على طلب لجنة الإسعاف المركزية «وسام القديس يوحنا من القدس في إنجلترا، قسم الإسعاف» لاستخدامها من قبل شرطة العاصمة وفصول الإسعاف الأخرى.
لم يكن لديه الوقت لمراجعة هذا العمل عندما تلقى أوامر بالمغادرة إلى جنوب أفريقيا مرة أخرى. الدكتور (الملازم الجنرال السير) جيمس كانتلي، خريج آخر من جامعة أبردين، نشر لاحقاَ ملاحظات درس شيبرد من تلك الدورة بعنوان «الإسعافات الأولية للمصابين». لم يمض وقت طويل حتى قامت اسعافات سانت جون باستخدام هذا الدليل في دورات عامة أخرى في المدن في جميع أنحاء بريطانيا.
في عام 1879، كان مع القوات التي عبرت نهر توجيلا إلى مملكة الزولو. بعد أن هزمه الملك سيتشوايو، تعرضت القوات لكمين وهزمت بشدة في معركة ايساندلوانا. حاول الجراح شيبرد نقل عربة من الجنود الجرحى إلى منجرف رورك. لم تنجح سيارة الإسعاف في الخروج من هذه المنطقة واجتيحت. يمكن رؤية العربة لعدة أشهر. تم نقل الجنود الجرحى وقتلهم.
لا يوجد علامة لقبر بيتر شيبرد في ايساندلوانا. كان شيبرد يحضر لجورج ماليروي من ناتالين كاربينرز، ذكر شاهد العيان أندرو مويرهيد أن شيبرد قتل برمية «اسيجاي» بعدها بوقت قصير. تم التعرف على جراح الجراح الرائد شيبرد لاحقًا من قبل الجراح الرائد رينولدز في سي كما تم إعادته إلى المخيم في منجرف رورك من قبل جندي محلي.
تم وضع نصب تذكاري على جدار مصلى مستشفى فيكتوريا الملكي في نيتلي مع النقش «في ذكرى بيتر شبرد، م.بي، جامعة أبردين، جراح الرائد جيش صاحبة الجلالة، ولد في ليوشيل كوشني، أبردينشاير، 25 أغسطس 1841, الذي ضحى بحياته في معركة ايساندلوانا، ارض زولو، 22 يناير 1879، في محاولة لإنقاذ حياة الرفيق الجريح. نصبه شقيقه الضباط والأصدقاء». كما وضعت اللجنة التي رتبت نصب شيبرد التذكاري لكنيسة نتلي لوحًا رخاميًا لذكراه في مقبرة كنيسة ليوشيل كوشني وأسست «ميدالية شيبرد الذهبية» التي سيتم التنافس عليها سنويًا كجائزة جراحية في جامعة أبردين.